# Handball-Europameisterschaft der Frauen 2022/Kader
An der Handball-Europameisterschaft der Frauen 2022, der 15. Austragung einer Handball-Europameisterschaft der Frauen, die vom 4. bis 20. November 2022 in Slowenien, Nordmazedonien und Montenegro ausgetragen wurde, nahmen 16 Mannschaften teil. In diesem Artikel werden die Kader der teilnehmenden Nationen dargestellt.

## Kader

### Dänemark
Die Nationalmannschaft von  Dänemark, trainiert von Jesper Jensen, hatte folgende Spielerinnen in ihrem Aufgebot:
Quellen: 
| Spielerin               | Spiele | Tore | Anmerkungen |
| ----------------------- | ------ | ---- | --- |
| Sandra Toft             | 8      | 0    | Sandra Toft war „Player of the Match“ im Spiel gegen Schweden. Sie wurde beste Torhüterin des Turniers.               |
| Sarah Iversen           | 7      | 11   | |
| Anne Mette Hansen       | 8      | 17   | Anne Mette Hansen war „Player of the Match“ im Spiel gegen Norwegen.                                                  |
| Kathrine Heindahl       | 8      | 13   | Kathrine Heindahl war „Player of the Match“ im Spiel gegen Serbien. Sie wurde ins All-Star-Team des Turniers gewählt. |
| Althea Reinhardt        | 8      | 0    | |
| Mette Tranborg          | 8      | 23   | |
| Andrea Hansen           | 7      | 5    | |
| Kristina Jørgensen      | 8      | 14   | |
| Trine Østergaard Jensen | 8      | 26   | |
| Louise Burgaard         | 7      | 19   | |
| Simone Petersen         | 8      | 12   | |
| Mie Højlund             | 8      | 23   | Mie Højlund war „Player of the Match“ im Spiel gegen Kroatien.                                                        |
| Emma Friis              | 8      | 40   | Emma Friis war „Player of the Match“ im Spiel gegen Montenegro. Sie wurde ins All-Star-Team des Turniers gewählt.     |
| Rikke Iversen           | 8      | 8    | |
| Elma Halilcevic         | 8      | 2    | |
| Michala Møller          | 8      | 9    | |

### Deutschland
Die Nationalmannschaft von  Deutschland, trainiert von Markus Gaugisch, hatte folgende Spielerinnen in ihrem Aufgebot:
Quellen: 
| Spielerin             | Spiele | Tore | Anmerkungen |
| --------------------- | ------ | ---- | --- |
| Alina Grijseels       | 6      | 44   | Alina Grijseels war „Player of the Match“ im Spiel gegen Polen und gegen die Niederlande. Sie war mit 44 Treffern die beste Werferin der Europameisterschaft am Ende der Hauptrunde. In den Spielen gegen Polen (8), Montenegro (neben Emily Bölk, je 7), Spanien (6), Niederlande (8) und Frankreich (7) war sie die beste deutsche Werferin. |
| Meike Schmelzer       | 6      | 08   | |
| Lisa Antl             | 6      | 08   | Sie spielte ihre erste Europameisterschaft. |
| Xenia Smits           | 6      | 12   | |
| Silje Brøns Petersen  | 6      | 06   | Sie spielte ihre erste Europameisterschaft. |
| Isabell Roch          | 6      | 0    | |
| Mia Zschocke          | 6      | 0    | |
| Maike Schirmer        | 6      | 06   | Sie spielte ihre erste Europameisterschaft. |
| Emily Bölk            | 6      | 28   | Emily Bölk war „Player of the Match“ im Spiel gegen Rumänien. Im Spiel gegen Montenegro war sie mit sieben Toren neben Alina Grijssels beste deutsche Werferin. |
| Maren Weigel          | 6      | 02   | |
| Julia Maidhof         | 6      | 09   | |
| Jenny Behrend         | 6      | 05   | Sie spielte ihre erste Europameisterschaft. |
| Alexia Hauf           | 6      | 03   | Sie spielte ihre erste Europameisterschaft. |
| Luisa Schulze         | 6      | 04   | |
| Katharina Filter      | 6      | 0    | Sie spielte ihre erste Europameisterschaft. |
| Johanna Stockschläder | 6      | 25   | Sie spielte ihre erste Europameisterschaft. Mit 306 Minuten war sie die deutsche Spielerin, die am längsten eingesetzt wurde. Im Spiel gegen Rumänien war sie mit zehn Treffern beste deutsche Werferin. |

### Frankreich
Die Nationalmannschaft von  Frankreich, trainiert von Olivier Krumbholz, hatte folgende Spielerinnen in ihrem Aufgebot:
Quellen: 
| Spielerin             | Spiele | Tore | Anmerkungen |
| --------------------- | ------ | ---- | --- |
| Alicia Toublanc       | 7      | 11   | |
| Pauline Coatanea      | 6      | 8    | |
| Chloé Valentini       | 8      | 20   | |
| Coralie Lassource     | 8      | 15   | |
| Grâce Zaadi           | 8      | 22   | Grâce Zaadi war „Player of the Match“ im Spiel gegen Deutschland.                                                                                 |
| Floriane André        | 8      | 0    | |
| Cléopâtre Darleux     | 7      | 0    | Cléopâtre Darleux war „Player of the Match“ im Spiel gegen Nordmazedonien und gegen Montenegro. Sie wurde ins All-Star-Team des Turniers gewählt. |
| Audrey Dembélé        | 3      | 6    | |
| Océane Sercien-Ugolin | 8      | 12   | |
| Laura Flippes         | 7      | 16   | |
| Orlane Kanor          | 7      | 26   | |
| Tamara Horacek        | 8      | 16   | Tamara Horacek war „Player of the Match“ im Spiel gegen Spanien.                                                                                  |
| Déborah Lassource     | 8      | 10   | |
| Béatrice Edwige       | 8      | 4    | |
| Pauletta Foppa        | 7      | 23   | Pauletta Foppa war „Player of the Match“ im Spiel gegen die Niederlande. Sie wurde ins All-Star-Team des Turniers gewählt.                        |
| Estelle Nze Minko     | 8      | 19   | Estelle Nze Minko war „Player of the Match“ im Spiel gegen Rumänien.                                                                              |
| Oriane Ondono         | 7      | 3    | |
| Camille Depuiset      | 1      | 0    | |
| Lucie Granier         | 3      | 9    | |
| Léna Grandveau        | 1      | 2    | |

### Kroatien
Die Nationalmannschaft von  Kroatien, trainiert von Nenad Šoštarić, hatte folgende Spielerinnen in ihrem Aufgebot:
Quellen: 
| Spielerin          | Spiele | Tore | Anmerkungen                                                  |
| ------------------ | ------ | ---- | ------------------------------------------------------------ |
| Lucija Bešen       | 2      | 0    |                                                              |
| Paula Posavec      | 6      | 10   |                                                              |
| Sara Šenvald       | 2      | 1    |                                                              |
| Dora Krsnik        | 6      | 6    |                                                              |
| Stela Posavec      | 6      | 13   |                                                              |
| Ivana Kapitanović  | 4      | 0    |                                                              |
| Larissa Kalaus     | 6      | 4    |                                                              |
| Dora Kalaus        | 6      | 3    |                                                              |
| Katarina Ježić     | 6      | 7    |                                                              |
| Tena Japundža      | 5      | 11   |                                                              |
| Katarina Pavlović  | 5      | 14   |                                                              |
| Lara Burić         | 5      | 4    |                                                              |
| Andrea Šimara      | 6      | 8    |                                                              |
| Ana Debelić        | 6      | 13   |                                                              |
| Tina Barišić       | 5      | 1    |                                                              |
| Tena Petika        | 5      | 9    |                                                              |
| Valentina Blažević | 5      | 23   |                                                              |
| Kristina Prkačin   | 5      | 5    |                                                              |
| Tea Pijević        | 6      | 0    | Tea Pijević war „Player of the Match“ im Spiel gegen Ungarn. |

### Montenegro
Die Nationalmannschaft von  Montenegro, trainiert von Bojana Popović, hatte folgende Spielerinnen in ihrem Aufgebot:
Quellen: 
| Spielerin         | Spiele | Tore | Anmerkungen |
| ----------------- | ------ | ---- | --- |
| Marina Rajčić     | 8      | 0    | Marina Rajčić war „Player of the Match“ im Spiel gegen Spanien.                                                     |
| Jovanka Radičević | 7      | 43   | Jovanka Radičević war „Player of the Match“ im Spiel gegen Polen. Sie wurde ins All-Star-Team des Turniers gewählt. |
| Nađa Kadović      | 8      | 6    | |
| Đurđina Jauković  | 8      | 48   | |
| Matea Pletikosić  | 8      | 7    | |
| Ivana Godeč       | 7      | 2    | |
| Ljubica Nenezić   | 1      | 0    | |
| Nina Bulatović    | 8      | 1    | |
| Andrijana Popović | 7      | 0    | |
| Đurđina Malović   | 8      | 17   | |
| Nataša Ćorović    | 8      | 0    | |
| Tatjana Brnović   | 8      | 19   | |
| Marta Batinović   | 8      | 0    | Marta Batinović war „Player of the Match“ im Spiel gegen Frankreich.                                                |
| Ema Alivodić      | 8      | 7    | |
| Milena Raičević   | 6      | 12   | Milena Raičević war „Player of the Match“ im Spiel gegen Deutschland.                                               |
| Ivona Pavićević   | 8      | 22   | |
| Ilda Kepić        | 3      | 0    | |
| Itana Grbić       | 8      | 30   | Itana Grbić war „Player of the Match“ im Spiel gegen Rumänien.                                                      |

### Niederlande
Die Nationalmannschaft der  Niederlande, trainiert von Per Johansson, hatte folgende Spielerinnen in ihrem Aufgebot:
Quellen: 
| Spielerin             | Spiele | Tore | Anmerkungen                                                      |
| --------------------- | ------ | ---- | ---------------------------------------------------------------- |
| Laura van der Heijden | 7      | 34   |                                                                  |
| Debbie Bont           | 7      | 13   |                                                                  |
| Pipy Wolfs            | 6      | 0    |                                                                  |
| Bo van Wetering       | 7      | 17   |                                                                  |
| Kim Molenaar          | 6      | 3    |                                                                  |
| Kelly Dulfer          | 6      | 20   | Kelly Dulfer war „Player of the Match“ im Spiel gegen Rumänien.  |
| Merel Freriks         | 7      | 23   | Merel Freriks war „Player of the Match“ im Spiel gegen Spanien.  |
| Inger Smits           | 7      | 25   | Inger Smits war „Player of the Match“ im Spiel gegen Montenegro. |
| Zoë Sprengers         | 7      | 8    |                                                                  |
| Angela Malestein      | 7      | 31   |                                                                  |
| Nikita van der Vliet  | 7      | 11   |                                                                  |
| Rinka Duijndam        | 7      | 1    |                                                                  |
| Kelly Vollebregt      | 1      | 0    |                                                                  |
| Yara ten Holte        | 7      | 1    |                                                                  |
| Harma van Kreij       | 2      | 0    |                                                                  |
| Maxime Struijs        | 7      | 0    |                                                                  |
| Dione Housheer        | 7      | 10   |                                                                  |
| Estavana Polman       | 7      | 17   |                                                                  |

### Nordmazedonien
Die Nationalmannschaft von  Nordmazedonien, trainiert von Julijana Damchevska, hatte folgende Spielerinnen in ihrem Aufgebot:
Quellen: 
| Spielerin             | Spiele | Tore | Anmerkungen                                                              |
| --------------------- | ------ | ---- | ------------------------------------------------------------------------ |
| Matea Čurlinovska     | 1      | 0    |                                                                          |
| Anastasija Nikolovska | 1      | 0    |                                                                          |
| Iva Božinovska        | 1      | 0    |                                                                          |
| Monika Janeska        | 3      | 8    |                                                                          |
| Marija Guguljanova    | 2      | 0    |                                                                          |
| Aleksandra Kolovska   | 2      | 0    |                                                                          |
| Ivana Džatevska       | 3      | 1    |                                                                          |
| Marija Jovanovska     | 2      | 0    |                                                                          |
| Angela Jankulovska    | 3      | 1    |                                                                          |
| Jovana Micevska       | 3      | 0    |                                                                          |
| Jovana Kiprijanovska  | 3      | 3    |                                                                          |
| Ivana Arsenievska     | 3      | 0    |                                                                          |
| Sara Ristovska        | 3      | 10   | Sara Ristovska war „Player of the Match“ im Spiel gegen die Niederlande. |
| Emiliana Rizoska      | 3      | 1    |                                                                          |
| Simona Madžovska      | 3      | 8    |                                                                          |
| Jovana Sazdovska      | 3      | 8    |                                                                          |
| Sanja Dabevska        | 3      | 8    |                                                                          |
| Leonida Gičevska      | 3      | 4    |                                                                          |
| Iva Mladenovska       | 3      | 0    |                                                                          |

### Norwegen
Die Nationalmannschaft von  Norwegen, trainiert von Þórir Hergeirsson, hatte folgende Spielerinnen in ihrem Aufgebot:
Quellen: 
| Spielerin               | Spiele | Tore | Anmerkungen |
| ----------------------- | ------ | ---- | --- |
| Emilie Hegh Arntzen     | 8      | 0    | |
| Ragnhild Valle Dahl     | 1      | 0    | |
| Maren Nyland Aardahl    | 8      | 12   | |
| Stine Skogrand          | 7      | 5    | |
| Nora Mørk               | 8      | 50   | Nora Mørk war „Player of the Match“ im Finale gegen Dänemark. Sie wurde die erfolgreichste Torwerferin des Turniers.                          |
| Stine Bredal Oftedal    | 8      | 34   | Stine Bredal Oftedal war „Player of the Match“ im Spiel gegen Frankreich. Sie wurde ins All-Star-Team des Turniers gewählt.                   |
| Malin Aune              | 7      | 14   | |
| Silje Solberg           | 8      | 1    | Silje Solberg war „Player of the Match“ im Spiel gegen die Schweiz.                                                                           |
| Kristine Breistøl       | 8      | 18   | |
| Vilde Ingstad           | 8      | 31   | Vilde Ingstad war „Player of the Match“ im Spiel gegen Ungarn.                                                                                |
| Katrine Lunde Haraldsen | 8      | 0    | Katrine Lunde Haraldsen war „Player of the Match“ im Spiel gegen Schweden.                                                                    |
| Kristina Sirum Novak    | 6      | 3    | |
| Henny Reistad           | 8      | 46   | Henny Reistad war „Player of the Match“ im Spiel gegen Kroatien und gegen Slowenien. Sie wurde als Most Valuable Player des Turniers benannt. |
| Emilie Hovden           | 7      | 4    | |
| Sunniva Andersen        | 8      | 10   | |
| Anniken Wollik          | 8      | 8    | |
| Thale Rushfeldt Deila   | 8      | 2    | |
| Ane Cecilie Høgseth     | 4      | 1    | |

### Polen
Die Nationalmannschaft von  Polen, trainiert von Arne Senstad, hatte folgende Spielerinnen in ihrem Aufgebot:
Quellen: 
| Spielerin            | Spiele | Tore | Anmerkungen                                                         |
| -------------------- | ------ | ---- | ------------------------------------------------------------------- |
| Aleksandra Olek      | 3      | 5    |                                                                     |
| Emilia Galińska      | 3      | 0    |                                                                     |
| Aneta Łabuda         | 3      | 6    |                                                                     |
| Monika Kobylińska    | 3      | 14   | Monika Kobylińska war „Player of the Match“ im Spiel gegen Spanien. |
| Magda Balsam         | 3      | 7    |                                                                     |
| Mariola Wiertelak    | 3      | 7    |                                                                     |
| Sylwia Matuszczyk    | 3      | 4    |                                                                     |
| Adrianna Płaczek     | 3      | 0    |                                                                     |
| Barbara Zima         | 3      | 0    |                                                                     |
| Aleksandra Rosiak    | 3      | 5    |                                                                     |
| Natalia Nosek        | 3      | 3    |                                                                     |
| Daria Michalak       | 3      | 0    |                                                                     |
| Karolina Kochaniak   | 3      | 10   |                                                                     |
| Joanna Andruszak     | 2      | 0    |                                                                     |
| Kinga Achruk         | 3      | 6    |                                                                     |
| Dagmara Nocuń        | 2      | 1    |                                                                     |
| Monika Maliczkiewicz | 2      | 0    |                                                                     |

### Rumänien
Die Nationalmannschaft von  Rumänien, trainiert von Florentin Pera, hatte folgende Spielerinnen in ihrem Aufgebot:
Quellen: 
| Spielerin            | Spiele | Tore | Anmerkungen |
| -------------------- | ------ | ---- | --- |
| Laura Pristăviță     | 6      | 6    | |
| Eliza Buceschi       | 6      | 20   | |
| Cristina Neagu       | 6      | 39   | Neagu übertraf im Spiel gegen Montenegro den bis dato von Guðjón Valur Sigurðsson gehaltenen Torerekord (288 Tore) bei Europameisterschaften. Sie wurde ins All-Star-Team des Turniers gewählt. |
| Ana Maria Tănasie    | 6      | 4    | |
| Diana Ciucă          | 6      | 0    | |
| Bianca Bazaliu       | 6      | 11   | |
| Iulia Dumanska       | 6      | 0    | |
| Alexandra Dindiligan | 6      | 9    | |
| Alexandra Badea      | 6      | 13   | |
| Andreea Țîrle        | 3      | 0    | |
| Lorena Ostase        | 6      | 6    | |
| Diana Lixăndroiu     | 6      | 4    | |
| Sonia Seraficeanu    | 5      | 11   | |
| Mihaela Mihai        | 2      | 0    | |
| Crina Pintea         | 6      | 22   | |
| Corina Lupei         | 3      | 0    | |
| Daciana Hosu         | 6      | 0    | Daciana Hosu war „Player of the Match“ im Spiel gegen Nordmazedonien. |
| Sorina Grozav        | 6      | 25   | |

### Schweden
Die Nationalmannschaft von  Schweden, trainiert von Tomas Axnér, hatte folgende Spielerinnen in ihrem Aufgebot:
Quellen: 
| Spielerin                | Spiele | Tore | Anmerkungen                                                                           |
| ------------------------ | ------ | ---- | ------------------------------------------------------------------------------------- |
| Johanna Bundsen          | 7      | 0    |                                                                                       |
| Nina Koppang             | 5      | 3    |                                                                                       |
| Carin Strömberg          | 7      | 4    |                                                                                       |
| Linn Blohm               | 7      | 26   | Linn Blohm war „Player of the Match“ im Spiel gegen Ungarn.                           |
| Jamina Roberts           | 7      | 33   | Jamina Roberts war „Player of the Match“ im Spiel gegen Slowenien und gegen Kroatien. |
| Melissa Petrén           | 6      | 6    |                                                                                       |
| Sara Johansson           | 4      | 0    |                                                                                       |
| Jessica Ryde             | 7      | 0    |                                                                                       |
| Nina Dano                | 2      | 0    |                                                                                       |
| Anna Lagerquist          | 7      | 6    |                                                                                       |
| Emma Lindqvist           | 7      | 16   |                                                                                       |
| Nathalie Hagman          | 7      | 43   | Nathalie Hagman war „Player of the Match“ im Spiel gegen die Niederlande.             |
| Kristin Thorleifsdóttir  | 7      | 6    |                                                                                       |
| Elin Hansson             | 7      | 20   |                                                                                       |
| Jenny Carlson            | 7      | 23   |                                                                                       |
| Tyra Axnér               | 7      | 13   |                                                                                       |
| Clara Petersson Bergsten | 3      | 3    |                                                                                       |
| Clara Monti Danielsson   | 5      | 0    |                                                                                       |
| Linn Hansson             | 3      | 4    |                                                                                       |

### Schweiz
Die Nationalmannschaft der  Schweiz, trainiert von Martin Albertsen, hatte folgende Spielerinnen in ihrem Aufgebot:
Quellen: 
| Spielerin        | Spiele | Tore | Anmerkungen                                                        |
| ---------------- | ------ | ---- | ------------------------------------------------------------------ |
| Lea Schüpbach    | 3      | 0    |                                                                    |
| Chantal Wick     | 2      | 0    |                                                                    |
| Kerstin Kündig   | 3      | 5    |                                                                    |
| Lisa Frey        | 3      | 0    |                                                                    |
| Tabea Schmid     | 3      | 13   |                                                                    |
| Mia Emmenegger   | 3      | 17   |                                                                    |
| Daphne Gautschi  | 3      | 10   | Daphne Gautschi war „Player of the Match“ im Spiel gegen Kroatien. |
| Leah Stutz       | 2      | 1    |                                                                    |
| Manuela Brütsch  | 2      | 0    |                                                                    |
| Xenia Hodel      | 3      | 6    |                                                                    |
| Dimitra Hess     | 2      | 1    |                                                                    |
| Sladana Dokovic  | 1      | 0    |                                                                    |
| Charlotte Kähr   | 2      | 3    |                                                                    |
| Alessia Riner    | 3      | 8    |                                                                    |
| Malin Altherr    | 3      | 5    |                                                                    |
| Nuria Bucher     | 3      | 6    |                                                                    |
| Stefanie Eugster | 3      | 0    |                                                                    |
| Sev Albrecht     | 2      | 0    |                                                                    |

### Serbien
Die Nationalmannschaft von  Serbien, trainiert von Uroš Bregar, hatte folgende Spielerinnen in ihrem Aufgebot:
Quellen: 
| Spielerin           | Spiele | Tore | Anmerkungen                                                         |
| ------------------- | ------ | ---- | ------------------------------------------------------------------- |
| Sanja Radosavljević | 3      | 6    |                                                                     |
| Teodora Majkić      | 3      | 2    |                                                                     |
| Jovana Bogojević    | 3      | 0    |                                                                     |
| Jelena Lavko        | 3      | 7    |                                                                     |
| Nataša Ćetković     | 1      | 0    |                                                                     |
| Edita Nuković       | 3      | 0    |                                                                     |
| Anđela Janjušević   | 3      | 8    |                                                                     |
| Jovana Risović      | 3      | 0    |                                                                     |
| Ana Kojić           | 3      | 5    |                                                                     |
| Jovana Kovačević    | 2      | 6    |                                                                     |
| Aleksandra Stamenić | 3      | 6    |                                                                     |
| Nataša Lovrić       | 3      | 0    |                                                                     |
| Katarina Bojicić    | 3      | 4    |                                                                     |
| Jovana Stoiljković  | 3      | 11   |                                                                     |
| Kristina Liščević   | 3      | 9    |                                                                     |
| Zoe Petrović        | 3      | 2    |                                                                     |
| Kristina Graovac    | 3      | 0    | Kristina Graovac war „Player of the Match“ im Spiel gegen Schweden. |

### Slowenien
Die Nationalmannschaft von  Slowenien, trainiert von Dragan Adžić, hatte folgende Spielerinnen in ihrem Aufgebot:
Quellen:
Quellen: 
| Spielerin            | Spiele | Tore | Anmerkungen                                                            |
| -------------------- | ------ | ---- | ---------------------------------------------------------------------- |
| Branka Zec           | 6      | 0    |                                                                        |
| Valentina Klemenčič  | 6      | 13   |                                                                        |
| Erin Novak           | 2      | 1    |                                                                        |
| Ana Gros             | 6      | 36   | Ana Gros war „Player of the Match“ im Spielen gegen Dänemark.          |
| Elizabeth Omoregie   | 6      | 18   | Elizabeth Omoregie war „Player of the Match“ im Spielen gegen Serbien. |
| Nina Žabjek          | 6      | 0    |                                                                        |
| Tjaša Stanko         | 6      | 7    |                                                                        |
| Tamara Mavsar        | 6      | 19   |                                                                        |
| Maja Vojnović        | 6      | 0    |                                                                        |
| Nataša Ljepoja       | 6      | 22   |                                                                        |
| Nina Zulić           | 6      | 10   |                                                                        |
| Alja Varagić         | 6      | 7    |                                                                        |
| Amra Pandžić         | 6      | 0    | Amra Pandžić war „Player of the Match“ im Spielen gegen Kroatien.      |
| Barbara Lazović      | 6      | 6    |                                                                        |
| Maja Svetik          | 5      | 2    |                                                                        |
| Tija Gomilar Zickero | 6      | 5    |                                                                        |
| Ema Abina            | 5      | 5    |                                                                        |

### Spanien
Die Nationalmannschaft von  Spanien, trainiert von José Ignacio Prades, hatte folgende Spielerinnen in ihrem Aufgebot:
Quellen: 
| Spielerin                  | Spiele | Tore | Anmerkungen |
| -------------------------- | ------ | ---- | --- |
| Carmen Campos              | 6      | 18   | Sie war beste spanische Torwerferin im Spiel gegen Deutschland (6 Tore) und gegen Frankreich (5 Tore). |
| Esther Arrojeria           | 6      | 09   | |
| Silvia Navarro             | 1      | 0    | Navarro verletzte sich im ersten Vorrundenspiel gegen Montenegro und schied damit vorzeitig aus dem Turnier aus. |
| Silvia Arderíus            | 3      | 03   | Sie wurde während des Turniers nachnominiert, nachdem sich Alicia Fernández verletzt hatte. Im Spiel gegen Rumänien war sie „Player of the Match“.                                                                                     |
| Mercedes Castellanos       | 2      | 0    | Sie verletzte sich im Spiel gegen Polen und musste das Turnier vorzeitig beenden. |
| Jennifer Gutiérrez Bermejo | 6      | 16   | Sie war neben Lara González beste spanische Torwerferin im Spiel gegen Rumänien (4 Tore). |
| Maitane Etxeberria         | 6      | 08   | |
| Lara González Ortega       | 6      | 07   | Sie war neben Jennifer Gutiérrez beste spanische Torwerferin im Spiel gegen Rumänien (4 Tore). |
| Alba Spugnini              | 6      | 02   | |
| Soledad López Jiménez      | 6      | 14   | |
| Kaba Gassama               | 6      | 10   | |
| Alicia Fernández Fraga     | 2      | 02   | Sie verletzte sich im Spiel gegen Deutschland und musste das Turnier vorzeitig beenden. |
| Almudena Rodríguez         | 6      | 04   | |
| Nicole Wiggins Sancho      | 4      | 0    | Sie wurde während des Turniers nachnominiert, nachdem sich Silvia Navarro verletzt hatte. |
| Irene Espínola Pérez       | 1      | 0    | |
| Maddi Aalla                | 5      | 0    | |
| Paula Valdivia             | 6      | 09   | Sie war. neben Alexandrina Barbosa, beste spanische Torwerferin im Spiel gegen die Niederlande (4 Tore). |
| Lysa Tchaptchet            | 6      | 06   | |
| Paula Arcos                | 6      | 16   | |
| Alexandrina Cabral Barbosa | 6      | 22   | Alexandrina Barbosa war „Player of the Match“ im Spiel gegen Deutschland. Sie war beste spanische Torwerferin im Spiel gegen Montenegro (5 Tore) und gegen Polen (7 Tore) sowie, neben Paula Valdivia, gegen die Niederlande (4 Tore). |

### Ungarn
Die Nationalmannschaft von  Ungarn, trainiert von Vladimir Golovin, hatte folgende Spielerinnen in ihrem Aufgebot:
Quellen: 
| Spielerin                 | Spiele | Tore | Anmerkungen |
| ------------------------- | ------ | ---- | --- |
| Eszter Tóth               | 4      | 0    | |
| Petra Füzi-Tóvizi         | 5      | 10   | |
| Dorina Korsós             | 6      | 2    | |
| Anna Albek                | 6      | 4    | |
| Melinda Szikora           | 5      | 1    | |
| Kinga Debreczeni-Klivinyi | 6      | 8    | |
| Gréta Márton              | 6      | 21   | |
| Alexandra Töpfner         | 6      | 2    | |
| Zsófi Szemerey            | 2      | 0    | |
| Noémi Pásztor             | 4      | 1    | |
| Petra Vámos               | 6      | 20   | Petra Vámos war „Player of the Match“ im Spiel gegen Slowenien.                                                                           |
| Katrin Klujber            | 6      | 38   | Katrin Klujber war „Player of the Match“ im Spiel gegen die Schweiz und gegen Dänemark. Sie wurde ins All-Star-Team des Turniers gewählt. |
| Gréta Kácsor              | 6      | 5    | |
| Réka Bordás               | 4      | 2    | |
| Csenge Kuczora            | 5      | 14   | |
| Kinga Janurik             | 5      | 0    | |
| Viktória Győri-Lukács     | 6      | 20   | |
| Dóra Hornyák              | 6      | 1    | |